# おはよう天気です
『おはよう天気です』（おはようてんきです）は、朝日放送（ABCテレビ、現・朝日放送テレビ）で1994年10月3日から1995年9月29日まで毎週月曜日 - 金曜日 5時45分 - 7時（JST）に放送された朝の情報番組である
。

## 概要
番組タイトルが示す通り、天気予報の紹介を主軸にしていたが、最新ニュースやトレンド情報、ゲーム情報なども紹介していた。

### 放送中に兵庫県南部地震が発生
1995年1月17日に発生した兵庫県南部地震（阪神・淡路大震災）では、番組冒頭の5時47分ちょうど（震源地や神戸市などでは5時46分）挨拶の途中で強い地震に襲われた。
地震発生の瞬間、スタジオのライトが激しく揺れるなか、司会の鳥木千鶴（当時朝日放送アナウンサー）が「カメラの前の皆さん、安全な場所へ避難して下さい」と発言（メッセージ中は激しく揺れる情報カメラと思しき映像が流れていた）。このメッセージを2回繰り返したところで、スタジオのカメラが横転。天井を映したところで、放送がいったん中断した。ちなみに鳥木は、上記の発言について、「スタジオのスタッフに対してメッセージを発したつもりだった」と述懐している。
前述の通り早朝の朝日放送の番組は在阪の民放テレビ局では唯一大阪からの生放送だったため、震災発生の瞬間を生放送番組で捉えることとなった。そのため、上記のシーンを収めたVTRが、（主に発生時から1週間まで）連日全国ネットの報道特別番組で流れた。朝日放送テレビでも、1996年にテレビ朝日系列の震災1周年記念特別番組『エール1・17 午前5時46分』を制作した際に、このVTRを放送している。
ちなみに、当番組は本来、免震構造を施した大阪タワーのスカイスタジオ（当時の朝日放送本社敷地内、2009年解体）から生放送を実施していた。しかし当時はエレベーターの保守点検期間中だったためスカイスタジオも利用できず、本社（ABCセンター）のAスタジオから放送していた。そのため「地上102mのスタジオで生番組中に巨大地震に遭遇」という最悪の事態は回避することができた。
また、これによりこの日の番組内容が全面変更され、東京からの全国ニュース『ANNニュースフレッシュ』を除き7時まで全編地震報道、その後の『おはよう朝日です』以降の編成も終日地震報道一色となった。その地震報道も震源地や各地の震度の情報を伝えるのにもたつくほど混乱しており、数分後に届いた一報は「東海地方が中心の地震」という誤報だった。その後6時丁度に「淡路島が震源」という情報がマグニチュードなどと共に入り、神戸の震度が伝えられたのは6時7分になってからのことだった。その神戸の震度もその時は「震度6」と伝えていたが、3分後には「震度5」に訂正されている。なお、『 - ニュースフレッシュ』で兵庫県南部地震の速報を報じた際、『おはよう朝日です』のスタジオから西野義和（当時朝日放送アナウンサー）が全国に向けて大阪周辺の状況を伝えた。また、映像も上記の天井を映した直後に映らなくなってしまい（当然受像器の故障ではない）、音声も15秒近く中断した。音声はその後復旧したが、映像は黒画面（左上の時刻表示だけが映されていた）のまま音声だけで放送していた。5時51分には映像が復旧しスタジオの映像が映された。タイトルコールとオープニングタイトルが表示されたのは番組開始から7分が経った5時52分だった。
震災発生25年後の2020年1月にはYouTubeチャンネルの「ANNnewsCH」で番組内での発生の瞬間が公開されている。また、この日の放送の冒頭部分が、同日より公開された「阪神淡路大震災 激震の記録 1995 取材映像アーカイブ」にて公開されている。

## 出演者
- 正木明
- 鳥木千鶴（当時朝日放送アナウンサー）
- 塩田えみ
- 岡田裕生（番組終了と同時に朝日放送と契約解消、引退。その後時を少し空けサンテレビと契約したが、1999年頃引退した）
- 松岡由貴（「ピコピコ通信（ゲーム情報コーナー）」担当）
- 柏原一風（占い担当）
- 大川るみ
- 高尾元通（朝日放送解説委員）

## 主なコーナー
- おは天始発便（ニュース・スポーツ・天気・占い）
- 日の出タイムス（特集）
- とれとれ通信（月･火）
- ANNニュースフレッシュ（6:30 - 6:45、テレビ朝日からの同時ネット）
- 塩ちゃんのそやね（グッズ情報など）
- サッカー情報「J」(金)
- ピコピコ通信（ゲーム情報）
- おは天最新版
- おでかけ天気（視聴者のリクエストによる天気情報）

## 備考
- 現在、声優として活躍している松岡はこの番組のアシスタントを担当していた。阪神・淡路大震災の報道で頻繁に流された“本番中、今日の見どころを紹介している途中に地震が起き、慌てつつ退避を呼びかける女性陣”というVTRの中の一人はこの松岡である。
- この番組の冒頭で阪神・淡路大震災に襲われたことがきっかけとなり、2008年6月に大阪市福島区福島に完成した新社屋には免震構造が取り入れられることになった。